# Museu Carmen Miranda

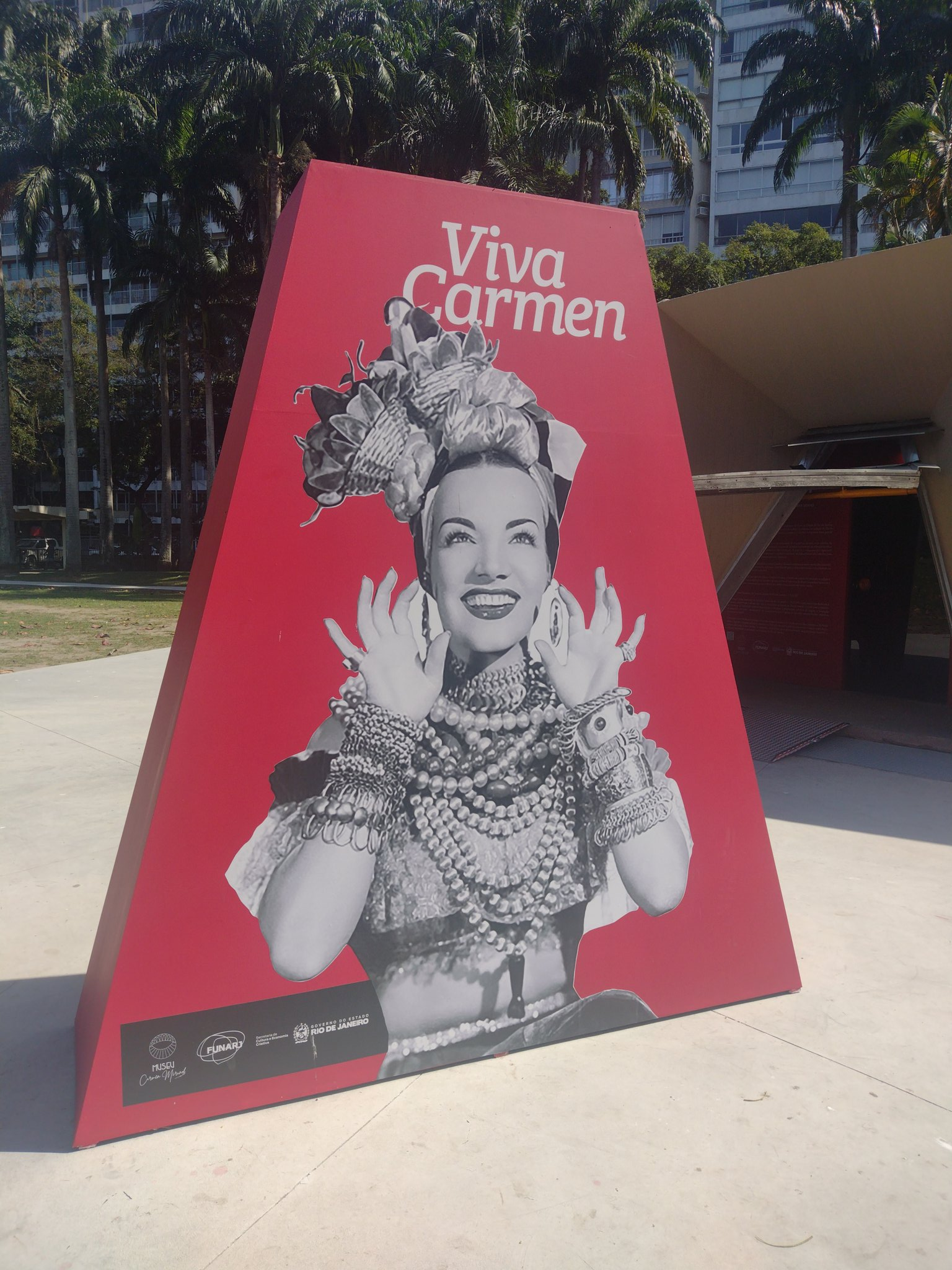
Das Carmen Miranda Museum befindet sich im Aterro do Flamengo in Rio de Janeiro.

Das Museu Carmen Miranda in der brasilianischen Stadt Rio de Janeiro wurde zu Ehren der Sängerin und Schauspielerin Carmen Miranda (1909–1955) gegründet.

## Geschichte
Das 1956 gegründete und 1976 eingeweihte Museum befindet sich in einem Rundbau, der vom modernistischen Architekten Affonso Eduardo Reidy entworfen und später vom Architekten Ulisses Burlemaqui umgebaut wurde. Es gibt 3348 Objekte, darunter 1391 Fotografien, 461 Kleidungsstücke, darunter 220 Schmuckgegenstände, 11 komplette Kostüme aus Shows und Filmen, 8 Gürtel, 5 Taschen, 27 Paar Schuhe und 38 Turbane. Zum Bestand zählt eine bedeutende bibliografische und ikonografische Dokumentation.

## Ausstellungen

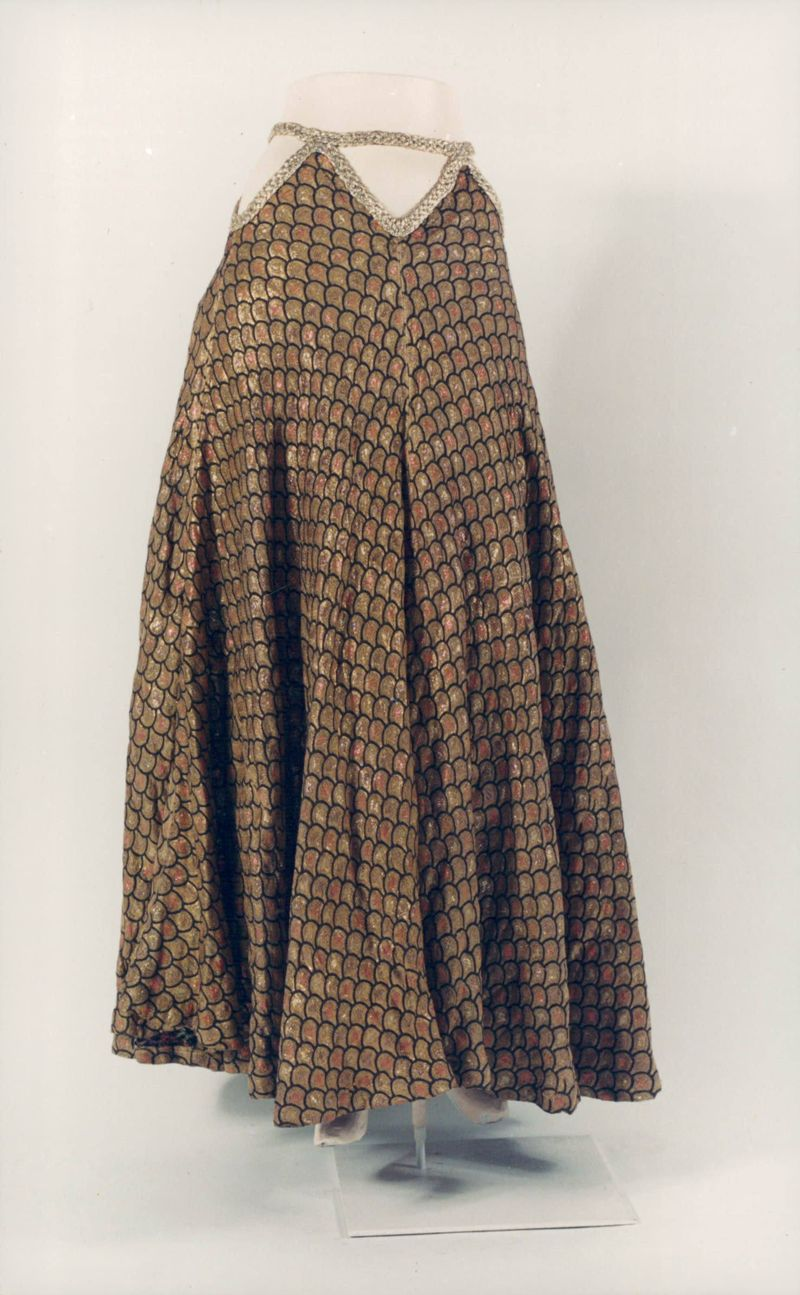
Rock getragen in Broadway-Shows, USA (1939).
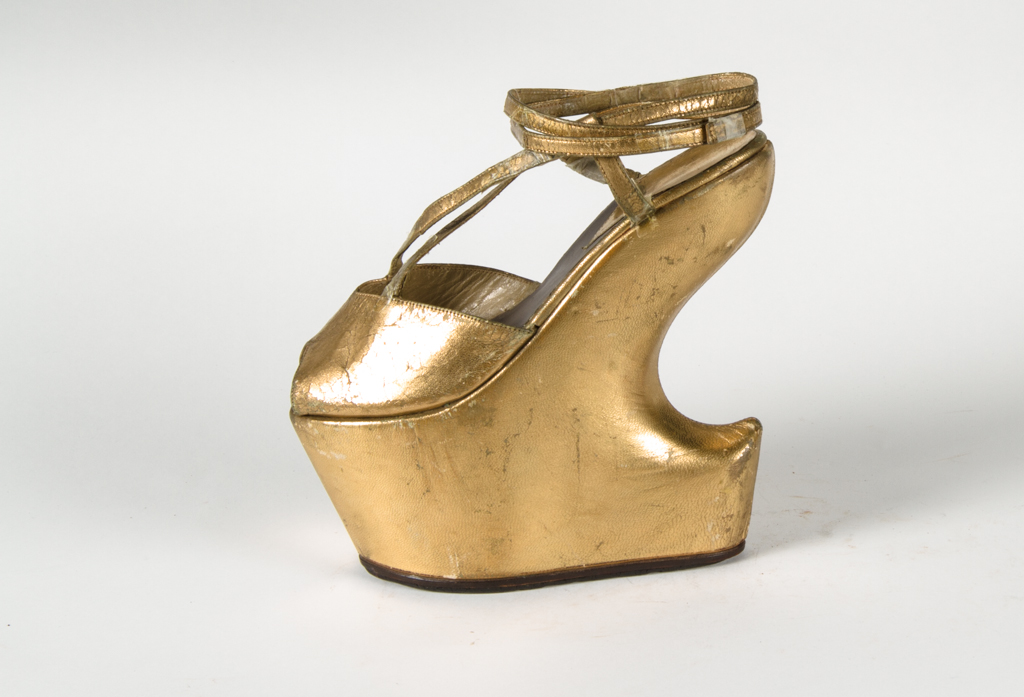
Plateauschuhe, die in Konzerten und Filmen verwendet werden.
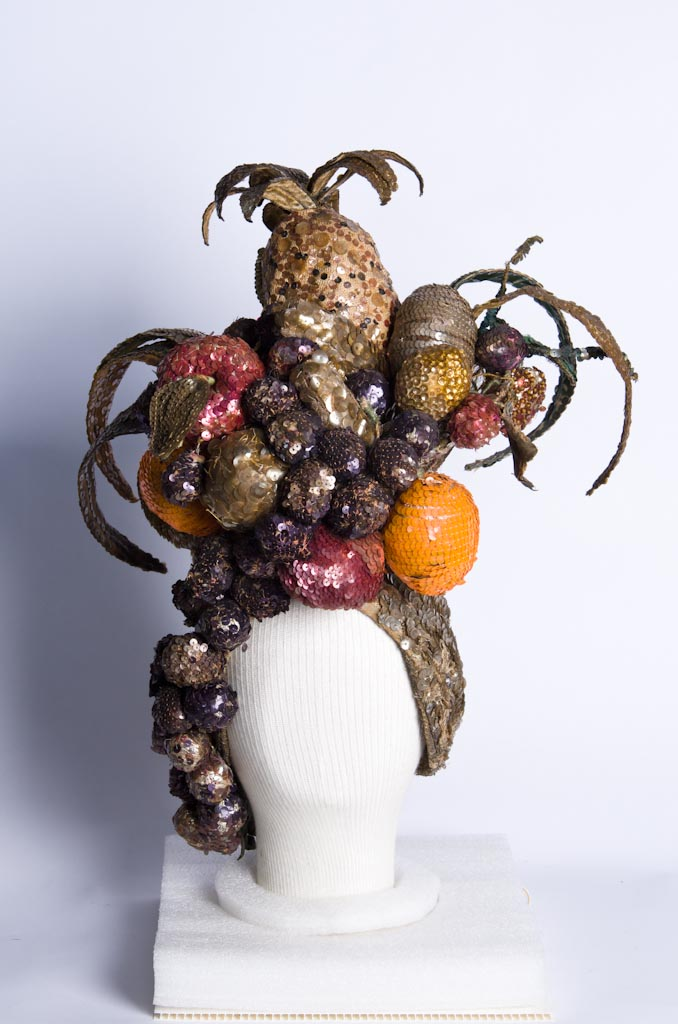
Turban getragen in Konzerten und Filmen.
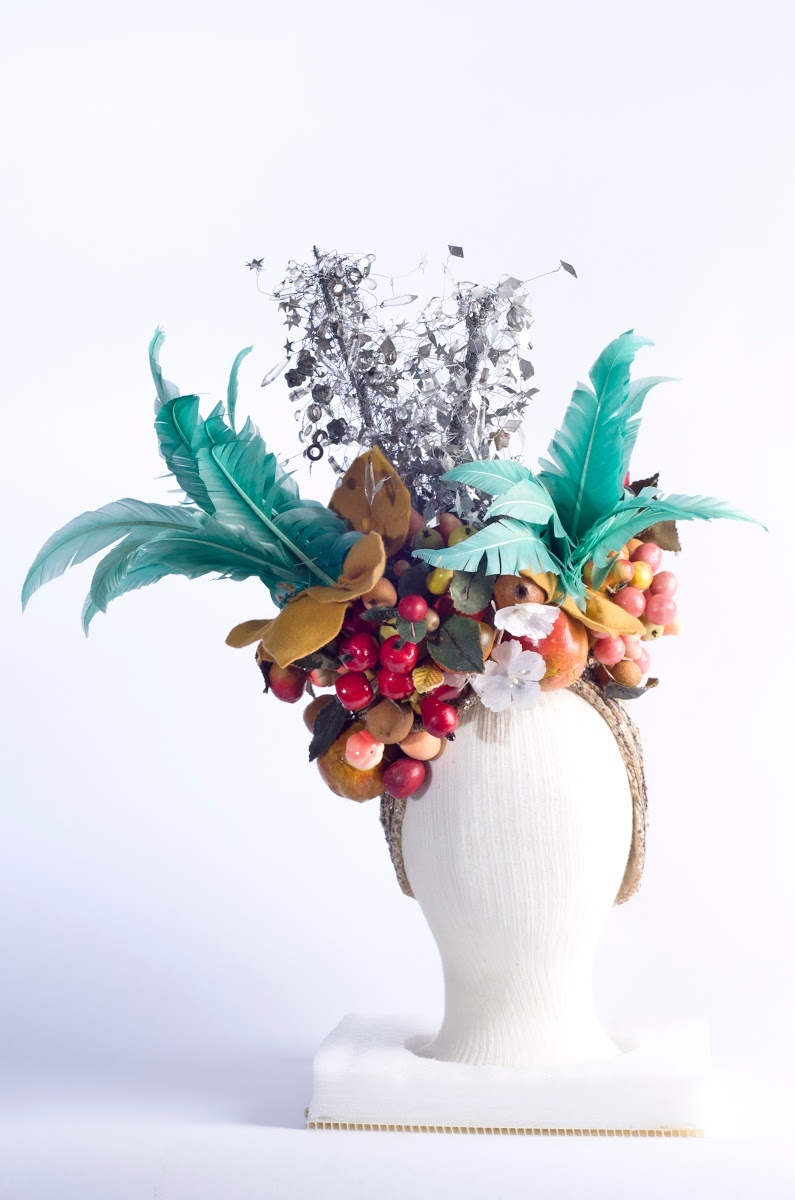
Turban aus dem Film That Night in Rio (1941).
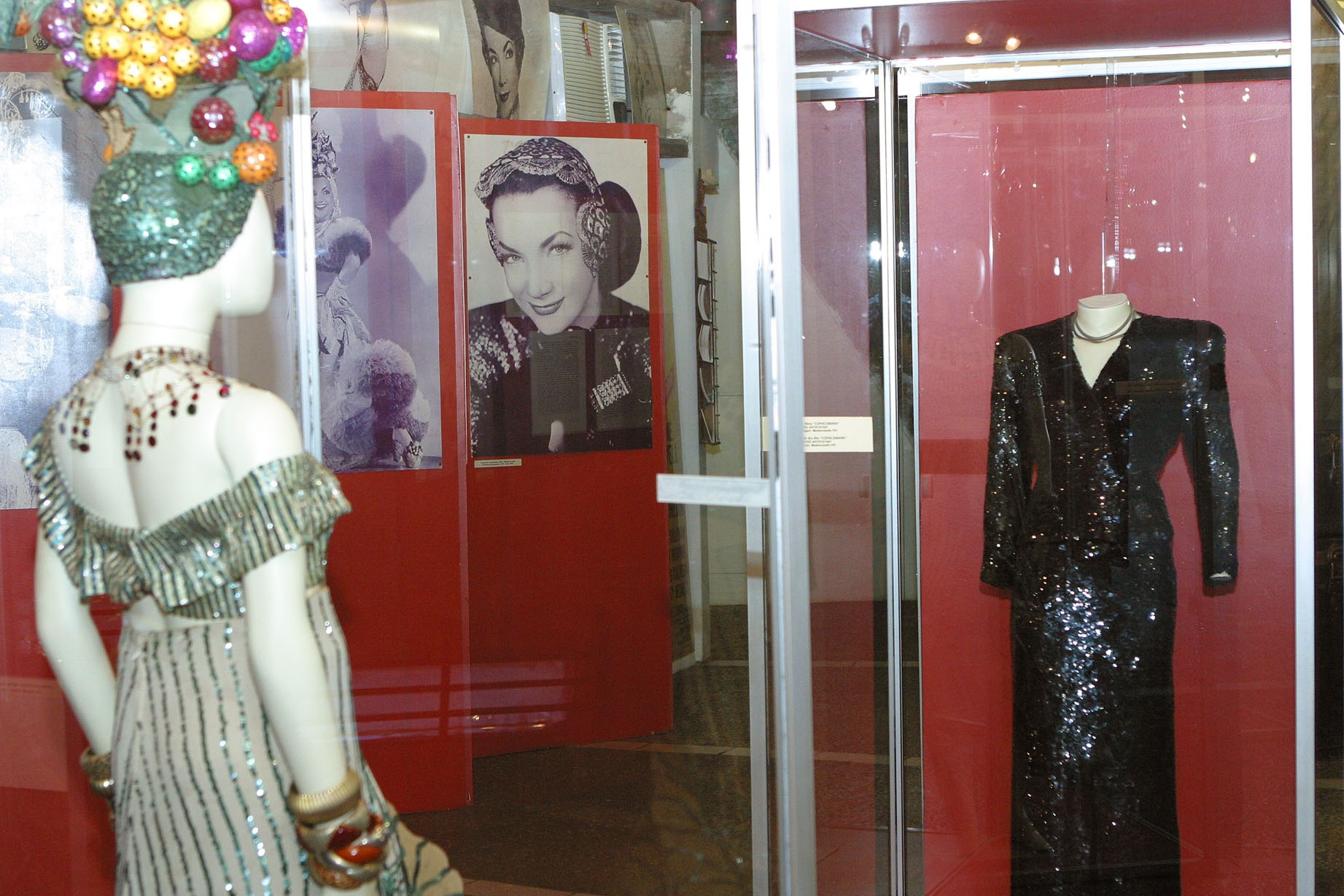
Kleidung und Fotos von Carmen Miranda sind im Museum ausgestellt.